# Észak-Korea a 2011-es úszó-világbajnokságon
Észak-Korea a 2011-es úszó-világbajnokságon 14 sportolóval vett részt.

## Műugrás
Férfi
| Versenyző                | Esemény                        | Selejtező | Selejtező | Elődöntő          | Elődöntő          | Döntő               | Döntő               |
| Versenyző                | Esemény                        | Pont      | Helyezés  | Pont              | Helyezés          | Pont                | Helyezés            |
| ------------------------ | ------------------------------ | --------- | --------- | ----------------- | ----------------- | ------------------- | ------------------- |
| Il Myong Hyon            | Férfi 10 méteres toronyugrás   | DNS       | DNS       | Nem jutott tovább | Nem jutott tovább | Nem jutott tovább   | Nem jutott tovább   |
| Hyon Ju Ri               | Férfi 10 méteres toronyugrás   | 237.95    | 35        | Nem jutott tovább | Nem jutott tovább | Nem jutott tovább   | Nem jutott tovább   |
| Hyon Ju Ri Il Myong Hyon | Férfi 10 méteres szinkronugrás | 316.77    | 16        |                   |                   | Nem jutottak tovább | Nem jutottak tovább |

Női
| Versenyző               | Esemény                      | Selejtező | Selejtező | Elődöntő          | Elődöntő          | Döntő             | Döntő             |
| Versenyző               | Esemény                      | Pont      | Helyezés  | Pont              | Helyezés          | Pont              | Helyezés          |
| ----------------------- | ---------------------------- | --------- | --------- | ----------------- | ----------------- | ----------------- | ----------------- |
| Jin Ok Kim              | Női 10 méteres toronyugrás   | 268.15    | 18 Q      | 304.35            | 13                | Nem jutott tovább | Nem jutott tovább |
| Kum Hui Choe            | Női 10 méteres toronyugrás   | 243.20    | 27        | Nem jutott tovább | Nem jutott tovább | Nem jutott tovább | Nem jutott tovább |
| Kum Hui Choe Jin Ok Kim | Női 10 méteres szinkronugrás | 273.06    | 8 Q       |                   |                   | 278.64            | 10                |

## Szinkronúszás
Női
| Versenyző(k) | Esemény                            | Selejtező | Selejtező | Döntő               | Döntő               |
| Versenyző(k) | Esemény                            | Pont      | Helyezés  | Pont                | Helyezés            |
| --- | ---------------------------------- | --------- | --------- | ------------------- | ------------------- |
| Wang Ok-Gyong | Egyéni rövid program               | 87.300    | 12 Q      | 86.600              | 12                  |
| Wang Ok-Gyong | Egyéni szabad program              | 86.970    | 10 Q      | 86.590              | 11                  |
| Jang Hyang-Mi Wang Ok-Gyong | Páros rövid program                | 86.700    | 13        | Nem jutottak tovább | Nem jutottak tovább |
| Jang Hyang-Mi Wang Ok-Gyong | Páros szabad program               | 86.450    | 14        | Nem jutottak tovább | Nem jutottak tovább |
| Jang Hyang Mi Jong Yon Hui Kim Jin Gyong Kim Jong Hui Kim Ok Gyong Maeng Ok Ju Ri Ju Hyang So Un Byol                            | Csapat rövid program szinkronúszás | 85.700    | 12 Q      | 86.100              | 11                  |
| Jang Hyang Mi Jong Yon Hui Kim Jin Gyong Kim Jong Hui Kim Ok Gyong Kim Su Hyang Maeng Ok Ju Ri Ji Hyang So Un Byol Wang Ok Gyong | Kombinációs kűr szinkronúszás      | 84.340    | 9 Q       | 86.340              | 8                   |